# Walesby (Nottinghamshire)
Pour les articles homonymes, voir Walesby.
Walesby est un village du Nottinghamshire, en Angleterre.